# Conselho Soberano Transitório

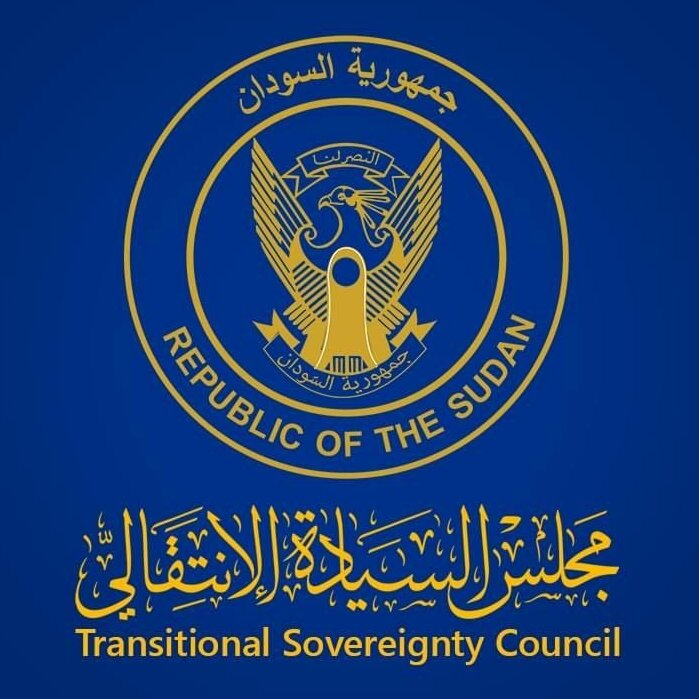
Logotipo do Conselho de Soberania Transitória

Conselho Soberano Transitório (em inglês:  Transitional Sovereignty Council; em árabe: مجلس السيادة الإنتقالي) é um órgão ou junta cívico-militar criada para governar a República do Sudão por 39 meses a partir de 20 de agosto de 2019, estabelecida pelo Projeto de Declaração Constitucional de agosto de 2019. 
Foi dissolvido pelo presidente Abdel Fattah al-Burhan no golpe de Estado de outubro de 2021 e reconstituído no mês seguinte com novos membros, efetivamente transformando-o de um governo de unidade em uma junta militar.
Nos termos do Artigo 10 (b) do Projeto de Declaração Constitucional, o Conselho era composto por cinco civis escolhidos pela aliança Forças de Liberdade e Mudança, cinco militares escolhidos pelo Conselho Militar de Transição e um civil selecionado por acordo. O presidente durante os primeiros 21 meses seria um membro militar, Abdel Fattah al-Burhan, e durante os 18 meses restantes o presidente seria um membro civil, nos termos do Artigo 10 (c).  O Conselho Soberano original era majoritariamente masculino, com apenas duas mulheres: Aisha Musa el-Said e Raja Nicola.  De acordo com o Artigo 19 do Projeto de Declaração Constitucional, os onze membros do Conselho Soberano seriam inelegíveis para concorrer nas eleições programadas para seguir o período de transição. 